# Донни Браско
«Донни Браско» (англ. Donnie Brasco) — криминальная драма режиссёра Майка Ньюэлла, основанная на реальной истории сотрудника ФБР Джозефа Д. Пистоне, внедрённого в мафиозную группировку «семья Бонанно» в 1970-х годах.

## Сюжет
Агент ФБР Джо Пистоне под псевдонимом Донни Браско, входит в доверие к Бенджамину «Левше» Руджеро — авторитетному члену бруклинской итало-американской преступной группировки в Нью-Йорке. «Левша» помогает ему войти в круг преступников, поручившись за него. Участник, поручившийся за нового члена, отвечает своей жизнью, если последний окажется предателем. Сам «Левша» выполняет функции «солдата» уже на протяжении 30 лет, что его очень огорчает. Он не может найти язык с собственным сыном, который стал наркоманом и уже несколько раз был при смерти от передозировки.
Личная жизнь Пистоне страдает из-за специфики его работы. Жена всё чаще устраивает скандалы, а дети, которых он почти не видит, растут без отца. Пистоне с «Левшой» быстро становятся друзьями. Он начинает понимать, что больше не играет Донни Браско, а становится им в действительности.
В Бруклине к власти приходит Доминик «Чёрный Сонни» Наполитано, который недоволен низкими доходами. ФБР поручает Донни прикрыть их агента в Майами, находящегося на грани провала. Донни предлагает «Сонни» развернуть деятельность во Флориде. Во время полицейской облавы на ночной клуб Донни укрывает сумку с 300 тысячами долларов. Сонни начинает подозревать, что в рядах организации действует осведомитель. Однако осведомителем объявляют другого человека и убивают его.
ФБР решает прекратить операцию. Донни Браско, понимая, что в этом случае «Левше» грозит смерть от рук мафии, готов предложить ему спрятанные деньги, чтобы тот скрылся. После ареста обоих выпускают, и представитель ФБР сообщает «Чёрному Сонни» и «Левше», что Донни является их сотрудником. Вечером в квартире у «Левши» раздаётся телефонный звонок, его «вызвали». Понимая, что он будет убит за то, что привёл в организацию «крысу», Левша уходит, оставляя дома драгоценности и деньги.
За проявленный героизм Джо Пистоне получает от ФБР медаль и 500 долларов премии. Он и его жена живут под другими именами и охраной ФБР, мафия объявила, что готова дать награду в 500 тысяч долларов за его убийство.

## В ролях
| Актёр         | Роль                              |
| ------------- | --------------------------------- |
| Аль Пачино    | Бенни «Левша» Руджеро             |
| Джонни Депп   | Джо Пистоне / Донни Браско        |
| Майкл Мэдсен  | Доминик «Чёрный Сонни» Наполитано |
| Бруно Кёрби   | Николас Сантора                   |
| Джеймс Руссо  | Джон Церсани                      |
| Энн Хеч       | Мэгги Пистоне                     |
| Желько Иванек | Тим Кёрли                         |
| Джерри Беккер | Дин Блэндфорд                     |
| Пол Джаматти  | сотрудник ФБР                     |

## Критика
Джанет Маслин из The New York Times назвала фильм «резким, умным, опровергающим все жанровые клише и ожидания зрителей», а также «лучшим криминальным фильмом за долгое время, поскольку он ведет мистера Пачино и Деппа через тщательно продуманную историю обмана».
Оуэн Глейберман из Entertainment Weekly назвал его «удивительно плотным, умным и трогательным триллером о преступных группировках» и поставил ему «пятёрку», также похвалив сценарий Пола Аттанасио.

## Награды и номинации
Фильм получил около 20 наград и номинаций на американских и международных кинофестивалях, среди которых номинации на «Оскар» (лучший адаптированный сценарий) и Премию Европейской киноакадемии (лучший неевропейский фильм), а также приз Энн Хеч за лучшую женскую роль второго плана от Национального совета критиков.
В 2005 году фильм был номинирован на попадание в рейтинг 100 известных цитат из американских фильмов за 100 лет по версии AFI, а в 2008-м — в число 10 лучших американских фильмов в 10 классических жанрах по версии AFI (гангстерский фильм).
| Премия                              | Категория                         | Номинант      | Результат |
| ----------------------------------- | --------------------------------- | ------------- | --------- |
| «Оскар»                             | Лучший адаптированный сценарий    | Пол Аттанасио | Номинация |
| «Выбор критиков»                    | Лучший фильм                      |               | Номинация |
| Национальный совет кинокритиков США | Лучшая женская роль второго плана | Энн Хеч       | Победа    |
| Премия Гильдии сценаристов США      | Лучший адаптированный сценарий    | Пол Аттанасио | Номинация |